# 北塔山事件
北塔山事件  是1947年6月5日－1948年7月在中华民国和蒙古兩國之间的边界战争。

## 背景
民國元年（1912年），俄羅斯帝國的哥薩克聯合外蒙古博克多汗國攻打仍為清軍駐守的科布多城。後來蒙古政府和新疆軍方以察罕通古到布爾根河一線為雙方停戰界線。1944年在苏联支持下中華民國的新疆省发生伊宁事变，蒙古方面支持的阿爾泰哈薩克復興委員會與國民黨新疆當局發生冲突，蘇聯支持外蒙古，还意图进犯新疆。1946年中华民国正式承认外蒙古独立，但當時蒙古和中國兩國並未解决边界划分问题。

## 位置
北塔山原名巴一達克博格達山或拜克達山，位於東經90.9度，北緯45.2度，北由富蘊250公里，南至奇台170公里，東南至鎮西（今新疆维吾尔自治区巴里坤哈萨克自治县）240公里，東北至布爾根120公里，西側有元湖。

## 过程
1947年2月，乌斯满及其追随者被三区革命武装赶到北塔山附近地区，距离馬希珍連部约20km。新疆警备司令宋希濂电令馬希珍协助乌斯满在当地休整。1947年5月18日，乌斯满部进入外蒙古境内，捕去8名外蒙古士兵。遭中國馬希珍連部捕獲，請示新疆警備司令部尚未得回覆時。 6月2日，外蒙边防军科布多中校指揮官班子爾克沁以蒙文下達最後通牒：「北塔山屬於外蒙，限48小時內撤退，並釋放士兵与军马，假使不照要求釋放，日後事件責任由馬希珍承擔。」馬希珍隨即汇報给新疆奇臺旅部。依所谓“最后通牒”时间，6月5日黎明，蒙军一营，附有炮兵一连，突然向马希珍连进行猛烈攻击，并有涂有红星标志的飞机5架投弹轰炸和低飞扫射国军阵地，还向當地哈薩克族地方武裝首領烏斯滿·巴图尔实际控制的大石头、乌龙布拉克一带投弹多枚，於十小時內先後投下百磅炸彈80多枚。但由於國軍守區地形複雜，最终外蒙军未能攻克该地。
马希珍当晚以紧急电向骑兵第五军军长马呈祥情况，称苏联派5架飞机支持蒙军，并请求派兵增援。马呈祥6月6日清晨向宋希濂报告，宋决定增援。并嘉奖马希珍连。 将情形分别电南京国防部及兰州西北行辕报告。张治中认为这是蒙古在苏联支配下配合伊犁方面，迫使国民政府答应伊犁方面提出的各项要求。外蒙军7日晨8时，先以飞、炮兵、步骑兵攻击中国军队，重机枪掩护，被击退。烏斯滿率領精銳骑兵与蒙军交战，蒙军又被击退。从阵亡的蒙古军官身上缴获的蒙古军队作战命令称“北塔山是蒙古人民共和国的领土，被华军侵占，驱逐华军，巩固边防，是我们的神圣任务。”
6月9日，外交部长王世杰收到北塔山消息后，就主观判断苏联参加了北塔山战斗，责怪西北行辕主任兼新疆省主席张治中主政西北与新疆一年以来“对苏联一味迁就，在军事政治方面均然”，致使苏蒙军在北塔山攻击国军，“决议将此事公开向苏蒙抗议”。国民政府對这一事件表示重視：《中央日报》、《和平日报》等均在第一版用大字标题，同时一再发表社论，谴责苏联和外蒙的侵略行为；各知名人士谴责苏、蒙。国民政府外交部分别向苏联及蒙古严重抗议。苏联驻华大使馆参赞费德林6月21日递交中华民国外交部复文一件，否认苏联政府曾参与北塔山事件。蒙古人民共和国政府6月22日由其驻莫斯科公使以复文交中华民国驻苏大使傅秉常，坚持北塔山系在蒙古疆界之内，称中国军队侵入蒙境，才引起军事冲突等语。
6月15日、17日、20日均有小规模的战争。6月26、27日两日，外蒙军又发动较大规模的进攻，无果。7月3日又有一次激战，到1948年9月以后才未再有战争。缴获的外蒙军的文件地图旗帜等，成为中华民国驳斥外蒙的证据。
骑兵第一师师长韩有文回忆，两国边防军在北塔山的冲突直至1948年9月才彻底平息。

## 後續
1947年7月1日，新疆迪化的共產黨幹部發動革命，吐魯番副縣長柯文章遭暴動群眾毆打至昏迷，暴徒並佔領西大橋與南樑一帶據點，宋希濂下令鎮壓，警備司令部調集憲警驅散群眾。7月8日，托克遜的共產黨聚集約500人，攻擊連木沁警局，殺害警員搶奪全數槍枝，接著圍攻汗墩警所。7月12日，疆獨組織發動天山南路的三縣暴亂（吐魯番、鄯善、托克遜三縣）。7月17日，國軍部隊增援，雙方展開激戰。8月15，宋希濂大致平定了三縣暴亂。

## 各方反應

### 蒙古人民共和国
蒙古人民共和国外交部十五日就发表声明称关于蒙古军在苏联飞机掩护下伸入中国领土之声明全属谬误，北塔克·波格达山脉（中国称北塔山）非中国领土，是蒙古人民共和国领土。中国军队越过蒙古人民共和国国界，在离国界十五公里的塔歇尔图拉（白塔克、波格达山脉）东北的红即尔蒂克·哥尔河附近扎营，并开始挖掘及构筑工事，同时侵袭常驻该区的蒙古边疆哨岗。蒙古边防司令部发觉中军侵占本国领土时，派交涉员至中国军队指挥官处，要求他们撤出。中国指挥官拒绝，违反国际惯例，将蒙古交涉员扣留。中国军队继续深入蒙古领土。蒙古边防军在几架蒙古飞机掩护下，将中国军队驱逐出境。蒙军未越界进入中国。六月九日，在中国设营的地方，发现蒙古交涉员的尸体。蒙古交涉员慘遭酷刑后被杀死，手脚被烧，肚子被扒开。还有四个蒙古边防卫士的尸体，眼睛都被挖掉。蒙古人民共和国政府向中国政府严重抗议，并保留权利要求中国政府严惩兇手、赔偿损失。

### 中華民國
中華民國國民政府主席蒋介石命大力宣传苏联和外蒙的侵略，借以打击中共外，还想取得美国及国际上一切反苏势力的同情和支援。6月9日中央社报道蒙古人民共和国骑兵营于六月五日攻击新疆省东部北塔山（蒙古名为北塔克·波格达）山脉附近的中国军队，并有苏联标帜的飞机四架参与此事。蒙古军深入中国领土二百英里的内地。六月十一日，中国外交部代表在南京记者招待会上论及中央社此项报导时，确定北塔山脉乃位于中国领土之内，远离蒙古人民共和国疆界。
1947年8月18日，安理会第186次会议，中华民国代表蒋廷黻以蒙古武裝侵略为由，投票反对蒙古加入联合国。
 中国共产党支持苏联、蒙古的说法。1947年7月，中国共产党在吐鲁番、鄯善和托克逊三县组织群众集会和示威游行，抗议国民政府针对蒙古的军事行动，约500名平民在新疆警备总司令部的镇压中丧生。中华人民共和国成立后上海人民美术出版社编印的一本小册子名叫《北塔山风云》的连环画，称是国民党挑衅，美国驻迪化领事馆的指使的，并把当时尚未到新疆的美國官員马克南说成是这一事件的重要策划人。

### 苏联
塔斯社發表蘇聯政府声明：中国外交部发言人说苏联标帜飞机参战与事实不符，且为挑拨性之捏造。1947年11月，蘇聯外長葛羅米柯在聯合國大會政治委員會中批判中國入侵外蒙所屬北塔山。